# Elvira Deatcu
Elvira Deatcu (n. 22 martie 1972, București, România) este o actriță de film, radio, televiziune, scenă și voce română.

## Filmografie
- ...Escu (1990) - personajul Amelie Necșulescu
- Călătorie de neuitat (1994)
- Nobody's Children (1994)
- Bloodlust: Subspecies III (1994) - personajul Woman Victim
- Jocul de-a vacanța (1995) - personajul Corina
- Don Carlos (TV) / (1996)
- Retro Puppet Master (1999) - personajul Margarette
- Roberta (2000)
- Hautes fréquences (2001) - personajul Juge d'instruction
- Entre chiens et loups (2002) - personajul Asistenta
- The Fall / Legende pentru viață (2006) - personajul Alexandria's Mother
- Lacrimi de iubire - filmul (2005-2006) - personajul Amalia Mateescu
- Daria, iubirea mea (2006) - personajul Alice Avram
- Cu un pas înainte (2007) - personajul Vera Maier
- Iubire și onoare (2010) - personajul Lavinia
- Pariu cu viață (2011) - personajul Tănțică Cercel
- O nouă viață (2014) - personajul Tănțică Cercel
- Vlad (2019) - personajul Delia Lazăr
- Clanul (2023) - personajul Inspectoarea Olivia Stamate

## Premii și distincții
- Președintele României Ion Iliescu i-a conferit actriței Elvira Deatcu la 13 mai 2004 Ordinul Meritul Cultural în grad de Cavaler, Categoria D - "Arta Spectacolului", „în semn de apreciere a întregii activități și pentru dăruirea și talentul interpretativ pus în slujba artei scenice și a spectacolului”.[2]
- Premiul Gopo pentru Cea mai bună actriță în rol secundar, pentru filmul 5 minute, regia Dan Chișu, 2021[3]